# Darren Anderton
Darren Robert Anderton (født 3. marts 1972 i Southampton) er en engelsk tidligere fodboldspiller, der i det meste af sin karriere spillede i Tottenham Hotspur som midtbane. Udover Tottenham spillede Anderton også for Portsmouth, Birmingham City, Wolverhampton Wanderers og Bournemouth.
Han spillede i hans karriere 30 kampe for England, med syv mål til følge. Han deltog desuden ved VM i fodbold 1998.